# روني برايس
روني برايس (بالإنجليزية: Ronnie Price)‏ مواليد 21 يونيو 1983، هو لاعب كرة سلة أمريكي يلعب مع فريق لوس أنجلوس ليكرز في الرابطة الوطنية لكرة السلة ويحمل الرقم 9. يبلغ طوله 6 قدم 2 بوصة (1.9 م).

## فرق لعب لها
- سكرامنتو كينغز
- يوتاه جاز
- فينيكس صنز
- بورتلاند ترايل بلايزرز
- أورلاندو ماجيك
- لوس أنجلوس ليكرز

## روابط خارجية
- روني برايس على موقع إن بي أي (الإنجليزية)
- روني برايس على موقع سبورتس رفرنس (الإنجليزية)
- روني برايس على موقع كرة السلة الأوروبية.كوم (الإنجليزية)
- روني برايس على موقع DraftExpress.com (الإنجليزية)
- روني برايس على موقع إي إس بي إن.كوم (الإنجليزية)
- روني برايس على موقع كلية كرة السلة في سبورتس رفرنس.كوم (الإنجليزية)
- روني برايس على موقع ريلجم (الإنجليزية)
- روني برايس على موقع بروبوليرز (الإنجليزية)